# Erri De Luca
Erri De Luca (Nápoles, 20 de maio de 1950) é um romancista, tradutor e poeta italiano.